# Фестивал филмског сценарија у Врњачкој Бањи
Фестивал филмског сценарија је филмски фестивал који је посвећен искључиво филмском сценарију. Покренут је 1977. године и одржава се средином августа у Врњачкој Бањи.
Стварање фестивала је уследило након полемике у југословенској филмској јавности која је отпочела 1974. године. Тада се дошло до закључка да је филмски сценарио најслабија тачка у југословенској кинематографији. Смотра Југословенски играни филм у акцији, која се још од раније одржавала у Врњачкој Бањи, прерасла је августа 1977. године у Фестивал филмског сценарија. Тада су формирани органи фестивала и уведене награде.
Иницијатори покретања фестивала су били Културни центар Врњачка Бања, Удружење филмских аутора и Удружење филмских глумаца. Фестивал се одржавао на старој летњој позорници до 1988. године, када је премештен на нови амфитеатар на Црквеном брду. Од 2010. године амфитеатар у коме се одржава Фестивал филмског сценарија носи име Данила Бате Стојковић.

## Прва награда фестивала
| Година | Добитник                                              | Филм                               | Изв.        |
| ------ | ----------------------------------------------------- | ---------------------------------- | ----------- |
| 1977.  | Предраг Перишић и Милан Јелић                         | Љубавни живот Будимира Трајковића  | [ 3 ]       |
| 1978.  | Мирко Ковач и Лордан Зафрановић                       | Окупација у 26 слика               | [ 3 ]       |
| 1979.  | Гордан Михић                                          | Освајање слободе                   | [ 3 ]       |
| 1980.  | Душан Ковачевић                                       | Ко то тамо пева                    | [ 3 ]       |
| 1981.  | Рајко Грлић и Бранко Шемен                            | Само једном се љуби                | [ 3 ]       |
| 1982.  | Горан Марковић                                        | Вариола вера                       | [ 3 ]       |
| 1983.  | Гордан Михић                                          | Балкан експрес                     | [ 3 ]       |
| 1984.  | Дубравка Угрешић и Рајко Грлић                        | У раљама живота                    | [ 3 ]       |
| 1985.  | Абдулах Сидран                                        | Отац на службеном путу             | [ 3 ]       |
| 1986.  | Гордан Михић                                          | Срећна нова ‘49.                   | [ 3 ]       |
| 1987.  | Горан Марковић                                        | Већ виђено                         | [ 3 ]       |
| 1988.  | Иван Аралица и Крсто Папић                            | Живот са стрицем                   | [ 3 ]       |
| 1989.  | Абдулах Сидран и Адемир Кеновић                       | Кудуз                              | [ 3 ]       |
| 1990.  | Ференц Деак                                           | Граница                            | [ 3 ]       |
| 1991.  | Срђан Карановић                                       | Вирџина                            | [ 3 ]       |
| 1992.  | Александар Баришић и Дарко Бајић                      | Црни бомбардер                     | [ 3 ]       |
| 1993.  | Душан Макавејев                                       | Горила се купа у подне             | [ 3 ]       |
| 1994.  | Душан Јелић и Иван Панић                              | Ни на небу, ни на земљи            | [ 3 ]       |
| 1995.  | Душан Ковачевић                                       | Урнебесна трагедија                | [ 3 ]       |
| 1996.  | Слободан Селенић                                      | Убиство с предумишљајем            | [ 3 ]       |
| 1997.  | Пуриша Ђорђевић                                       | Танго је тужна мисао која се плеше | [ 3 ]       |
| 1998.  | Срђан Драгојевић                                      | Ране                               | [ 3 ]       |
| 1999.  | Гордан Михић                                          | Црна мачка, бели мачор             | [ 3 ]       |
| 2000.  | Ђорђе Милосављевић и Срђан Кољевић                    | Небеска удица                      | [ 3 ]       |
| 2001.  | Милутин Петровић, Саша Радојевић и Петар Јаконић      | Земља истине, љубави и слободе     | [ 3 ]       |
| 2002.  | Срдан Голубовић, Биљана Максић и Ђорђе Милосављевић   | Апсолутних сто                     | [ 3 ]       |
| 2003.  | Биљана Максић и Дејан Зечевић                         | Мала ноћна музика                  | [ 3 ]       |
| 2004.  | Мирослав Момчиловић                                   | Кад порастем бићу кенгур           | [ 3 ]       |
| 2005.  | Александар Давић                                      | Журка                              | [ 3 ]       |
| 2006.  | Мирослав Момчиловић                                   | Седам и по                         | [ 3 ]       |
| 2007.  | Срђан Кољевић и Мелина Пота Кољевић                   | Клопка                             | [ 3 ]       |
| 2008.  | Стефан Арсенијевић, Бојан Вулетић и Срђан Кољевић     | Љубав и други злочини              | [ 3 ]       |
| 2009.  | Мирослав Момчиловић                                   | Чекај ме, ја сигурно нећу доћи     | [ 3 ]       |
| 2010.  | Александар Радивојевић и Срђан Спасојевић             | Српски филм                        | [ 3 ]       |
| 2011.  | Стеван Филиповић и Димитрије Војнов                   | Шишање                             | [ 3 ]       |
| 2012.  | Срђан Драгојевић                                      | Парада                             | [ 3 ]       |
| 2013.  | Срђан Кољевић и Мелина Пота Кољевић                   | Кругови                            | [ 4 ]       |
| 2014.  | Мина Ђукић                                            | Непослушни                         |             |
| 2015.  | Горан Радовановић                                     | Енклава                            | [ 5 ] [ 6 ] |
| 2016.  | Милена Богавац и Стеван Филиповић                     | Поред мене                         | [ 7 ] [ 8 ] |
| 2017.  | Бојан Вулетић                                         | Реквијем за госпођу Ј.             | [ 9 ]       |
| 2018.  | Ђорђе Милосављевић                                    | Изгредници                         | [ 10 ]      |
| 2019.  | Ана Марија Роси и Маја Тодоровић                      | Ајвар                              | [ 11 ]      |
| 2020.  | Огњен Свиличић и Срдан Голубовић                      | Отац                               | [ 12 ]      |
| 2021.  | Војислав Нановић и Милена Марковић                    | Нечиста крв: Грех предака          | [ 13 ]      |
| 2022.  | Срђан Драгојевић                                      | Небеса                             | [ 14 ]      |
| 2023.  | Ненад Павловић, Димитрије Војнов и Ђорђе Милосављевић | Траг дивљачи                       | [ 15 ]      |
| 2024.  | Младен Ђорђевић                                       | Радничка класа иде у пакао         | [ 16 ]      |
| 2025.  | Марко Бацковић и Марко Јоцић                          | Изолација                          | [ 17 ]      |

## НаградаСлавко Лазаревић
| Година | Добитник                                            | Филм                  | Изв.   |
| ------ | --------------------------------------------------- | --------------------- | ------ |
| 2015.  | Горан Радовановић                                   | Енклава               | [ 6 ]  |
| 2016.  | Душан Зарић, Дејан Влаисављевић Никт и Илија Лабало | Палуба испод Теразија | [ 8 ]  |
| 2017.  | Лука Бурсаћ                                         | Афтерпарти            | [ 9 ]  |
| 2018.  | Вања Хован                                          | Гранде Пунто          | [ 10 ] |
| 2019.  | Ана Марија Роси и Маја Тодоровић                    | Ајвар                 | [ 11 ] |
| 2020.  | Марко Ђорђевић                                      | Мој јутарњи смех      | [ 12 ] |
| 2021.  | Наталија Аврамовић и Љубинка Стојановић             | Пролећна песма        | [ 13 ] |
| 2022.  | Милица Томовић и Тања Шљивар                        | Келти                 | [ 14 ] |
| 2023.  | Рок Радиша                                          | Момак и девојке       | [ 15 ] |
| 2024.  | Бранислав Јанковић                                  | Последњи стрелац      | [ 16 ] |
| 2025.  | Александар Милетић                                  | Твитосаурус           | [ 17 ] |

## НаградаЗлатно перо Гордана Михића
| Година | Добитник           | Изв.   |
| ------ | ------------------ | ------ |
| 2021.  | Горан Марковић     | [ 13 ] |
| 2022.  | Срђан Кољевић      | [ 14 ] |
| 2023.  | Ђорђе Милосављевић | [ 15 ] |
| 2024.  | Биљана Максић      | [ 16 ] |
| 2025.  | Лордан Зафрановић  | [ 17 ] |

## Награда публике
| Година | Награђени филм         | Изв.   |
| ------ | ---------------------- | ------ |
| 2021.  | Јужни ветар 2: Убрзање | [ 13 ] |
| 2022.  | Ала је леп овај свет   | [ 14 ] |
| 2023.  | Ко жив, ко мртав       | [ 18 ] |
| 2024.  | Недеља                 | [ 19 ] |
| 2025.  | Прва класа: Пун гас!   | [ 20 ] |

## НаградаМарко Живић
| Година | Добитник           | Улога     | Филм             | Изв.   |
| ------ | ------------------ | --------- | ---------------- | ------ |
| 2022.  | Даница Грубачки    | Стела     | Порно прича      | [ 14 ] |
| 2023.  | Стефан Јевтовић    | Зељо      | Ко жив, ко мртав | [ 15 ] |
| 2024.  | Јакша Прпић        | Сава      | Баук             | [ 16 ] |
| 2024.  | Ален Селими        | млади Џеј | Недеља           | [ 16 ] |
| 2025.  | Теодора Драгићевић | —         | Тапија           | [ 17 ] |
| 2025.  | Тамара Милојковић  | Дивна     | Везани           | [ 17 ] |